# أولريش ليند
أولريش ليند (بالألمانية: Ulrich Lind)‏ هو لاعب رماية ألماني، ولد في 4 نوفمبر 1942 في هايلبرون في ألمانيا.

## وصلات خارجية
- أولريش ليند على موقع أوليمبيديا (الإنجليزية)